# Амдуат

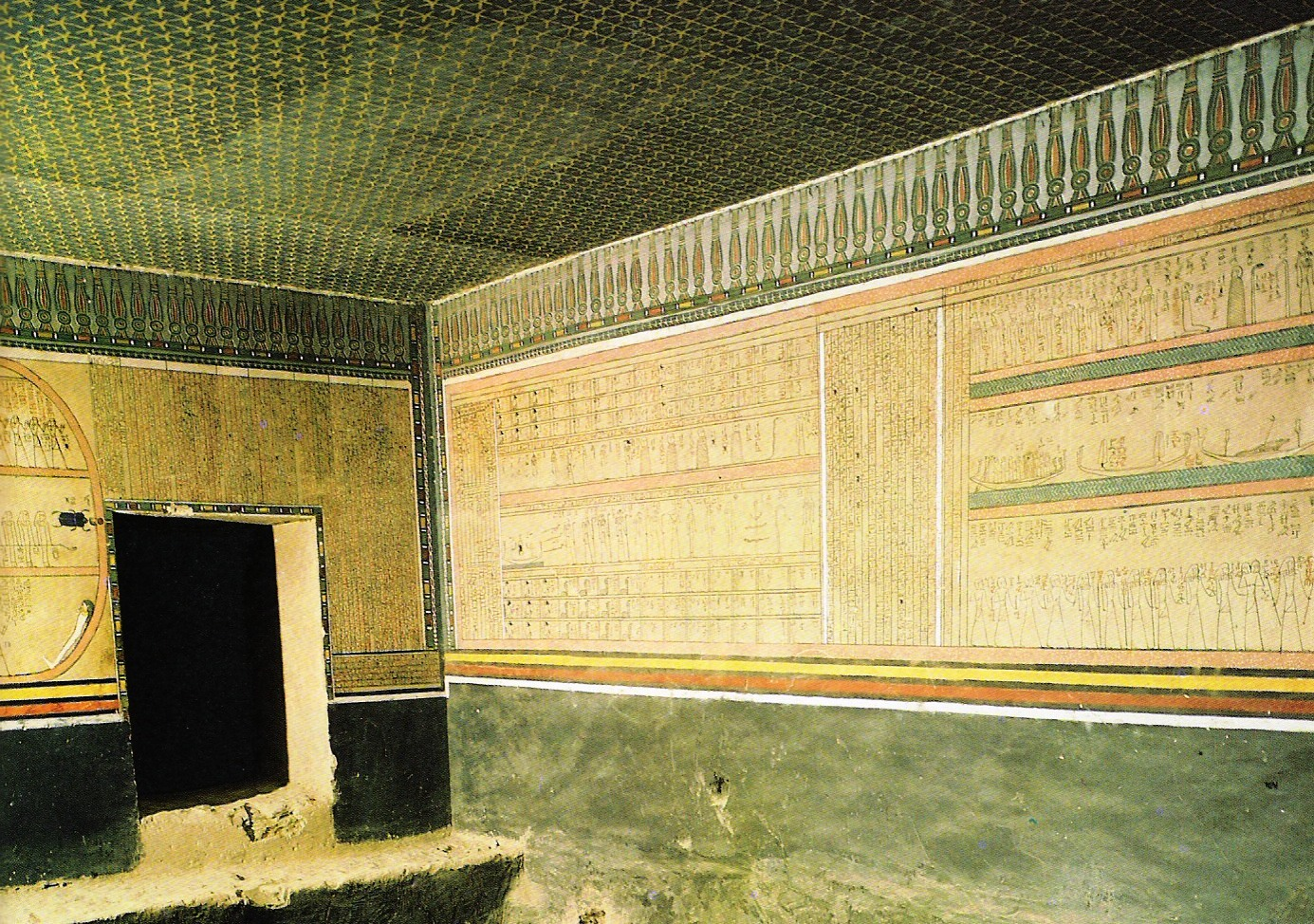
Тексти «Книги Амдуат»: 1-ша і 2-га година в потойбіччі (настінний рельєф у гробниці KV35, XVI-XV ст. до н. е.)

Книга Амдуат, Ам-Дуат (єгип. трансліт. m-dwAt — «Про те, що в Дуаті», досл. «Про те, що в славетному краю/потойбічному світі») — давньоєгипетський заупокійний літературний твір, відомий з періоду Нового царства. Один з найважливіших релігійних текстів, що використовувався як частина обов'язкового декорування стін гробниць фараонів, а з кінця Нового царства і в приватних похованнях.
Також тексти книги наносилися на папіруси, які супроводжували померлого при похованні, саркофаги, амулети тощо. Відповідно до вірувань єгиптян, ці тексти сприяли нормальному проходженню покійним підземного шляху, успішному подоланню суду Осіріса і відродженню до нового життя. Тексти у своєрідній фантастичній манері розповідають про дванадцять годин подорожі загробним світом, що проходить Сонце-Ра протягом ночі.
Найперша версія «Книги Амдуат», відома сучасним дослідникам, зафіксована на стіні похоронної камери Тутмоса I (XV ст. до н. е.), проте, імовірно, зміст книги сходить до древніших «Текстів саркофагів» періоду Середнього царства. Останні фрагменти «Книги Амдуат» датуються III ст. до н. е. Повний текст «Книги Амдуат» вперше був виявлений у гробниці Тутмоса III.

## Глави
1. Ра в сонячній барці пливе в супроводі богів і богинь між небом і Дуатом. Він звертається до богів Дуату, щоб вони пропустили його. Далі перетинає обрій, стаючи «сонцем ночі».
2. Ра з душами померлих, які його супроводжують, входять в Ур-Нес — землю біля Нілу, що протікає в Дуаті. Вони зустрічають тамтешніх богів, які називають прибулих за іменами. Ра наказує богам відкритися для його погляду та радіти, що він приносить життя й долає ворогів.
3. Барку покидають боги, лишається тільки четверо, крім Ра. Вони перетинають «потік Осіріса». До барки приєднуються три кораблі Осіріса, котрий постає в чотирьох формах.
4. Ра з душами відвідує царство Сокара, пустелю, що охороняється зміями. Барка перетворюється на змію з головами на обох кінцях (чи корабель зі зміїними головами), щоб подолати пісок.
5. Просуваючись царством Сокара, барка в подобі змії наближається до таємної печери Сокара. Її тягнуть 7 богів і 7 богинь. На шляху стоять боги й чудовиська, чий вигляд жахає грішників.
6. Ра з душами відвідує храм Осіріса, в якому є 16 кімнат з богом у подобі мумії в кожній. Ра наказує муміям радіти від його захисту й перемог над злом.
7. У потаємному місці Ра сходиться в двобої зі змієм Апепом, який намагається зупинити барку.
8. Ра зі своїм супроводом входить у місто Тебат-Нетеру, де їх захищає змій Мехен. Ра минає домівки жителів Дуату й наказує вбивати своїх ворогів.
9. Барка досягає «Таємного кола Аментет», де 12 божеств-матросів беруть весла, щоб рухати барку далі.
10. Ра бере змію та жезл. Збирається флот богів, який знищує ворогів Ра на шляху.
11. Ра бере скіпетр влади. Змій Песту пожирає зорі і ніч прямує до завершення.
12. Ра з душами покидають темряву Дуату. Душі прибувають до Зали Маат. Тут вони проходитимуть церемонію зважування серця, що визначить чи гідні вони ввійти в царство Осіріса. Ра сходить над землею.

## Послання
- Книга Амдуат в англомовному перекладі